# Antonio Maria Valsalva
Antonio Maria Valsalva (17 de gener del 1666 – 2 de febrer del 1723), fou un anatomista italià nascut a Imola. La seva recerca se centra en l'anatomia de les orelles. Va encunyar el terme trompa d'Eustaqui i va descriure els sis aòrtics de Valsalva en els seus escrits, publicats pòstumament el 1740. El seu nom s'associa amb l'antre de Valsalva de l'orella i la maniobra de Valsalva, que s'utilitza com una prova de la funció circulatòria. Altres estructures anatòmiques que porten el seu nom són el múscul de Valsalva i la tènia de Valsalva.

## Biografia
Valsalva va néixer a Imola. Contemporani d'Isaac Newton, Bach i Molière, va ser educat en humanitats, matemàtiques i ciències naturals. Després dels estudis d'arts liberals, va estudiar medicina i filosofia a Bolonya. Va rebre classes de Marcello Malpighi, que és conegut com el fundador de l'anatomia microscòpica. Valsalva es va graduar a l'escola de medicina el 1687. En 1705, va ser nomenat professor d'anatomia a Bolonya. Més tard va ser elegit com a president de l'Acadèmia de les Ciències. Valsalva va ensenyar Giovanni Battista Morgagni que va editar els escrits complets de Valsalva i va publicar una biografia de Valsalva, totes dues el 1740.
En 1709, es va casar amb Elena Valsalva Lisi. Atès que la seva salut es va deteriorar, va perdre el seu sentit de l'olfacte, però va reconèixer els símptomes prodròmics, en forma de dislàlia, de la malaltia que finalment causaria la seva mort per un atac de feridura a Bolonya el 1723.
Valsalva va ser enterrat a l'església de San Giovanni in Monte, de Bolonya. La família de Valsalva va donar una col·lecció d'espècimens anatòmics dessecats per ser utilitzats amb finalitats educatives a l'Institut de Ciències, fundat el 1711. El posterior desgast d'aquest material possiblement va inspirar el treball de l'escola bolonyesa de cera de modelatge i dels artistes Ercole Lelli, Giovanni i Anna Morandi Manzolini. Aquesta nova col·lecció anatòmica inclou models del cor i els pulmons i en l'actualitat està exposada al Museu d'Anatomia.
Valsalva va ser descrit com un hàbil cirurgià i excel·lent metge, un anatomista meticulós amb alta integritat científica, i un home de gran bondat. Morgagni va escriure "... No hi ha ningú en aquests temps que vagi per davant d'ell, i molt pocs són els que són els seus iguals."

## Recerca

Opera, 1741

Valsalva va estudiar i va ensenyar en els camps de la ciència, la cirurgia, l'anatomia, la fisiologia i la psiquiatria. A primerenca edat, Valsalva havia eliminat amb èxit el ronyó d'un gos. Es va oposar a la cauterització en el tractament de ferides, i recomanà el tractament humanitari dels malalts mentals. El seu interès principal era l'orella mitjana i l'orella interna, incloent els músculs de l'orella externa i els músculs faringis.
Valsalva batejà l'òrgan conegut com a trompa d'Eustaqui i descrigué la seva funció i la del seu múscul. Va mostrar la connexió entre les cèl·lules de l'apòfisi mastoide i la caixa timpànica, i va fer observacions sobre els processos fisiològics i patològics de l'orella. De Aure Tractatus humana, publicada el 1704, conté una descripció de la maniobra de Valsalva i la prova de la permeabilitat de les trompes auditives.
Anatomista expert, Valsalva va realitzar moltes autòpsies de pacients morts. Durant el segle xvii, a falta de proves químiques i coneixement dels mecanismes de transmissió de la malaltia, de vegades tastava els fluids que trobava en els cadàvers en un esforç per caracteritzar-los millor. El "pus gangrenós no té bon gust", va escriure, "deixa a la llengua un formigueig desagradable durant la major part del dia."

## Dispositiu de Valsalva en vestits espacials
El dispositiu de Valsalva és un dispositiu usat en els vestits espacials per permetre als astronautes d'igualar la pressió a les orelles per a la realització de la maniobra de Valsalva dins del vestit sense fer servir les mans per bloquejar el nas. També s'ha utilitzat per a altres fins, com ara per eliminar la humitat de la cara.